# بهل (قشلاق أهر)
بهل (بالفارسية: بهل) هي منطقة سكنية تقع في إيران في قسم قشلاق الریفي. يقدر عدد سكانها بـ 849 نسمة .